# Asciaporrecta difflugicola
Asciaporrecta difflugicola är en hjuldjursart som beskrevs av De Smet 2006. Asciaporrecta difflugicola ingår i släktet Asciaporrecta och familjen Asciaporrectidae. Inga underarter finns listade i Catalogue of Life.